# 小倉良則
小倉 良則（おぐら よしのり / りょうそく、1848年10月13日（嘉永元年9月17日）- 1920年（大正9年）10月9日）は、明治期の実業家、教育者、政治家。衆議院議員、千葉県会議長。

## 経歴
下総国埴生郡土室村（千葉県下埴生郡土室村、久住村土室を経て現成田市土室）で、小倉源之助の息子として生まれる。武本右京に師事し漢学を修め、中村一心斎に武術を学んだ。東京に遊学したが、郷里で地租改正の測量地図作成者がおらず、そのため帰郷して地図作成を担当。事業終了後に上京し、依田菫、今井芳洲に師事し漢学を修めた。
1882年（明治15年）に帰郷し1883年（明治16年）北総英漢義塾（現成田高等学校・付属中学校）を設けて郷土の子弟の教育を行った。1895年（明治28年）成田鉄道の設立に参画して社長に就任したが、不況により計画は中止となった。1896年（明治29年）成田銀行の創設に参画し頭取となる。
1883年（明治16年）3月、補欠選挙において自由党推薦で千葉県会議員に選出され、1892年（明治25年）3月まで在任し、この間、常置委員予備員、同副議長（1890年10月-1891年11月）、同議長（第8代1891年11月-1892年2月）を務めた。
1892年（明治25年）2月、第2回衆議院議員総選挙（千葉県第2区、弥生倶楽部）で当選し、その後、第4回総選挙まで再選され、衆議院議員に連続3期在任した。
1903年（明治36年）朝鮮に渡り大邱府に住んで実業界で活躍した。

## 国政選挙歴
- 第1回衆議院議員総選挙（千葉県第2区、1890年7月、自由党）落選[4]
- 第2回衆議院議員総選挙（千葉県第2区、1892年2月、弥生倶楽部）当選[4]
- 第3回衆議院議員総選挙（千葉県第2区、1894年3月、自由党）当選[4]
- 第4回衆議院議員総選挙（千葉県第2区、1894年9月、自由党）当選[5]
- 第7回衆議院議員総選挙（千葉全県区、1902年8月、立憲政友会）落選[6]

## 親族
- 長男 小倉武之助（実業家、美術品収集家）[7]